# Guerra ruso-circasiana
La guerra ruso-circasiana fue el período de hostilidades entre el Imperio ruso y los habitantes de Circasia durante la invasión y ocupación por parte de Rusia de la región de Circasia. Circasia (también conocida como Cherkesia en ruso) fue una región en el Cáucaso, la cual consistía de la línea costera y la mayor parte del interior del actual territorio del Krai de Krasnodar y Adiguesia. La región histórica, que ahora abarca a Osetia del Norte-Alania, fue nombrada así por los habitantes tradicionales, los circasianos y los adigueses o adigas, así como un pequeño número de grupos y tribus étnicas. El conflicto ruso-circasiano comenzó con la llegada inicial de fuerzas de ocupación rusas en 1763, y terminó con la firma de varios juramentos de lealtad impuestos por los rusos a los jefes circasianos el 2 de junio de 1864 (21 de mayo, de acuerdo al calendario juliano).
Aunque la guerra ruso-circasiana comenzó como un conflicto aislado, la expansión rusa en la región pronto condujo a choques con otras naciones, que en conjunto se denominaron «guerra del Cáucaso», y de la cual la guerra ruso-circasiana formó parte. Ambas finalizaron con la firma de juramentos de lealtad a Rusia y la ocupación total de la región por fuerzas rusas, lo cual desencadenó una migración masiva de millones de circasianos nativos hacia territorios del Imperio otomano (la moderna Turquía, Siria, Líbano, Israel, Jordania y Kosovo); algunos historiadores circasianos afirman que durante el éxodo fallecieron hasta cuatro millones de personas (véase Muhayir (Cáucaso)).

## Hostilidades previas
La fecha del estallido del conflicto ruso-circasiano es difícil de definir, ya que los primeros registros de hostilidades entre rusos y circasianos comenzaron en el año 985, cuando fuerzas rusas bajo el príncipe Sviatoslav invadieron la región. La fecha del estallido de la guerra ruso-circasiana, es por lo tanto, debatida por una serie de historiadores. A pesar de la larga duración las hostilidades, historiadores como A. A. Gaspari en 1904 argumentaron que el conflicto comenzó en 1817, con la llegada a la zona del general Alekséi Yermólov, que tomó el mando de las fuerzas de ocupación rusas en toda la región del Cáucaso. Esta fecha de inicio es la misma que de la guerra del Cáucaso. Una abrumadora mayoría de historiadores, sin embargo, convienen en que el conflicto con Circasia empezó antes, en 1763, con la llegada de las fuerzas de ocupación rusas a la región circasiana en sí.

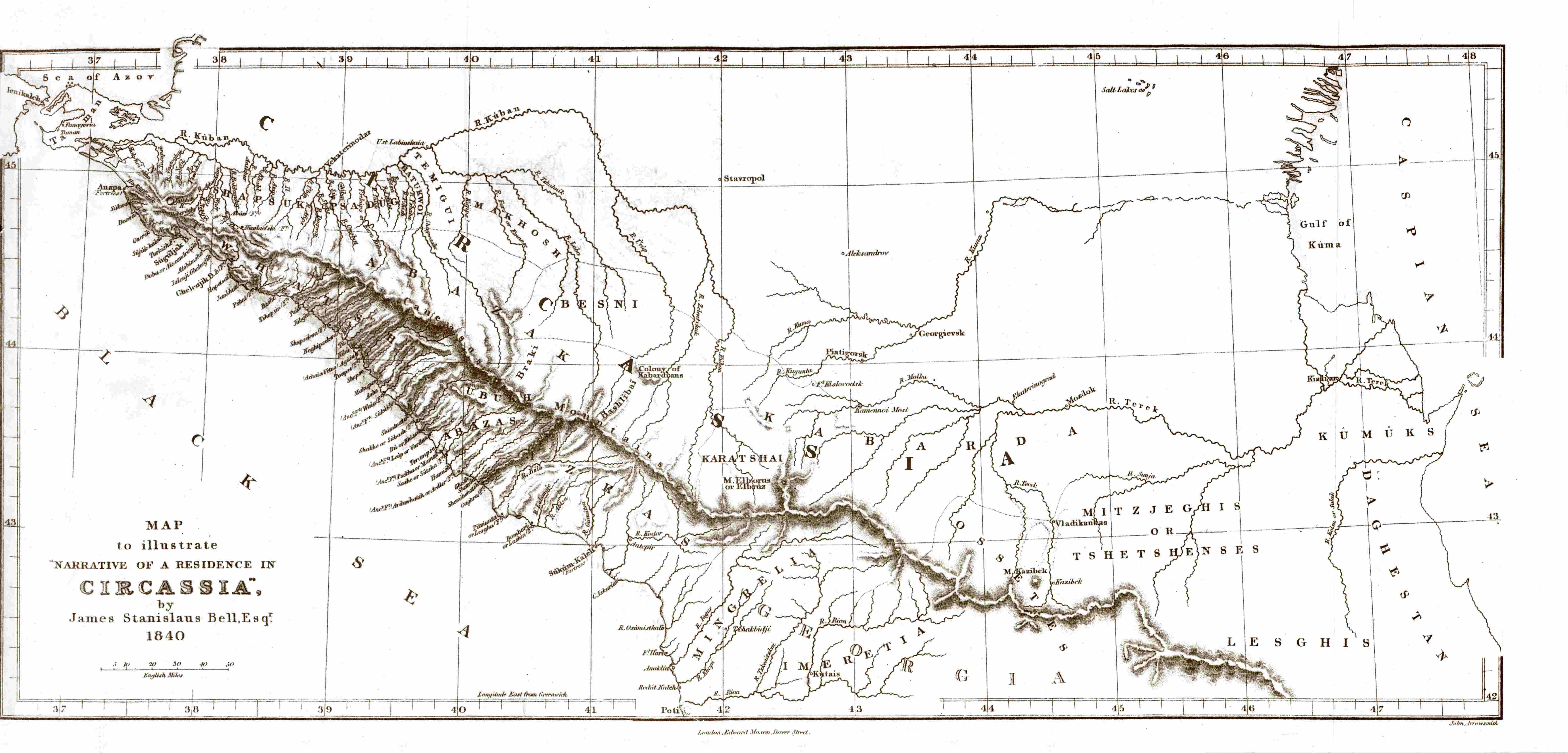
Mapa de Circasia de 1840.

Tras la invasión bajo el Príncipe Sviatoslav, las hostilidades estallaron nuevo en 1022, cuando el Príncipe Mstislav de Tmutarakáñ invadió la región. En 1561, Iván IV de Rusia, mediante un matrimonio, tomó el control de Circasia oriental y construyó una serie de fuertes cosacos en Tiumén (Siberia), Sunja (Croacia) y Andreevo (Bulgaria), que fueron completados por 1579. Aunque Iván se anexionó también varios otros territorios, incluyendo Siberia, su sucesor, el zar Teodoro I de Rusia se dio a sí mismo el título de "Gobernante de las Tierras de Iberia, zar de Georgia, Kabardá, de los circasianos y príncipe de las montañas," ilustrando el control ruso en toda la región circasiana. El 31 de mayo de 1711 vio una nueva invasión rusa de Circasia bajo el mando de Araksin, gobernante de Astracán, quien a su vez estuvo bajo las órdenes del zar Pedro Alekséyevich Románov, o "Pedro el Grande". Treinta mil soldados rusos capturaron ciudades y saquearon aldeas a lo largo de ochenta y seis kilómetros del río Kubán en Circasia. Las fuerzas invasoras vencieron a siete mil soldados de la caballería circasiana el 6 de septiembre. Este estilo de conflicto continuó desde 1716 a 1763, con 43 247 circasianos, 39 200 caballos, 190 000 cabezas de ganado y 227 000 ovejas muertos o expulsados.

## Oportunidad para Rusia

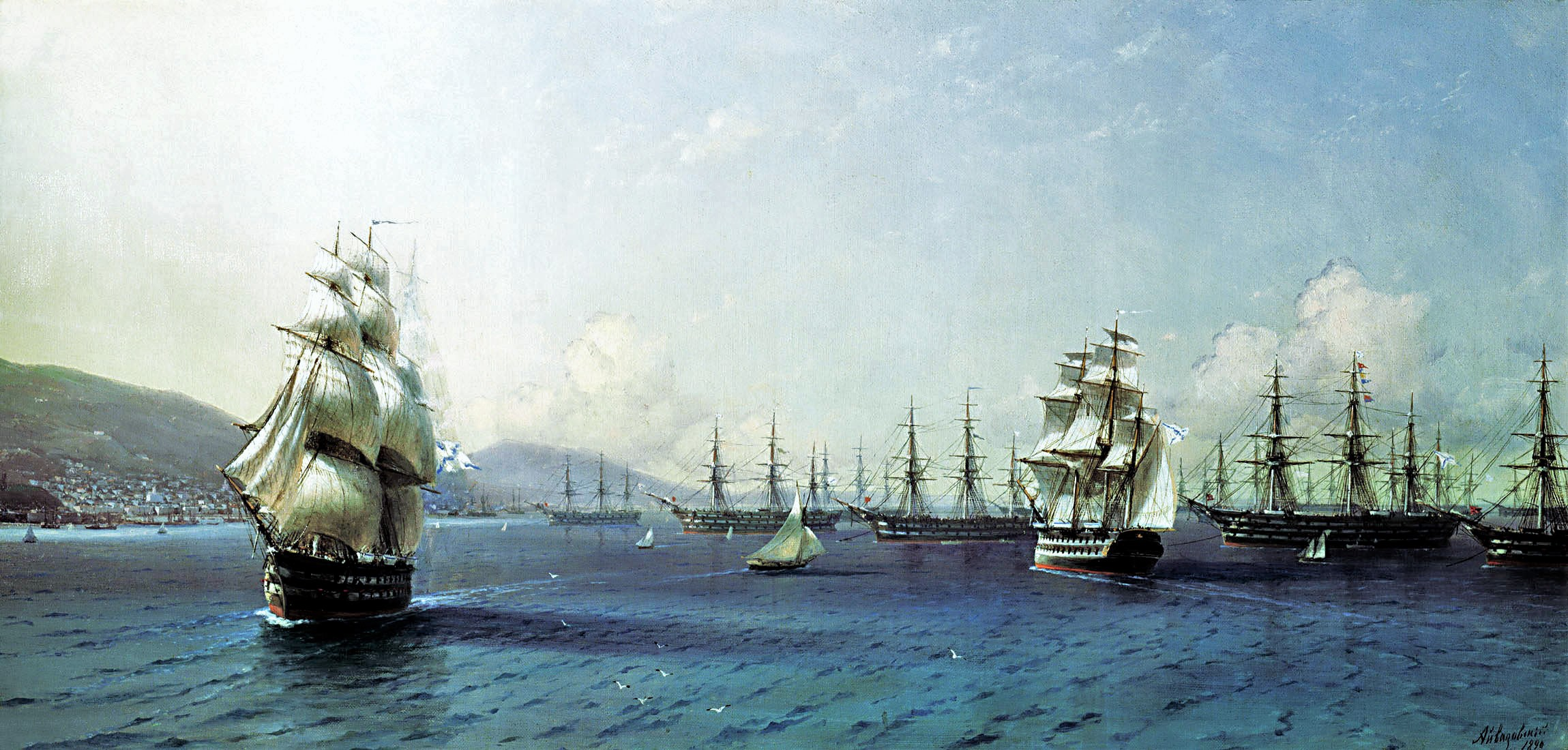
Pintura de la Flota Rusa que se construyó en los puertos del mar Negro conquistados durante el conflicto.

La región circasiana fue una ubicación estratégica clave en medio de la lucha de poder entre el emergente Imperio ruso, las ya establecidas Gran Bretaña y Francia, y el endeble Imperio otomano durante mediados del siglo XVIII. Rusia había fijado su mirada expansionista a lo largo del mar Negro, mientras que el Reino Unido y Francia trataron de reducir la capacidad rusa para aprovechar la decadencia del Imperio otomano, una política exterior conocida como la respuesta a la Cuestión Oriental.
Los planes de expansión de Pedro el Grande hacia la India y el mar Negro incluían enfrentarse tanto a los turcos como a Persia, en especial a esta, a fin de abrir rutas comerciales hacia Siria. Para facilitar la caída de Persia, Rusia requería de astilleros en el mar Negro, lo que hizo de Circasia, con su costa, un objetivo militar.
El emperador ruso Alejandro II fue informado por sus asesores de que:

El Oriente debe pertenecernos por derecho. Debemos no relajar nuestras actividades en esa dirección ni siquiera por un momento. Constantinopla no tiene conocimiento de nuestras intenciones reales. Habiendo tomado posesión de ella, vamos a adquirir el punto más importante del mundo, y estas puertas hacia Asia deberían haber estado siempre en nuestras manos. Gran Bretaña es la dueña de los mares desde tiempo inmemorial. Apoyándonos en lo que hemos logrado en tierra, debemos tener lo mismo en el mar. Debemos tomar la costa del mar Negro, el Bósforo, y los Dardanelos. El mar Negro debería convertirse en lugar para nuestras maniobras... Es imprescindible terminar la guerra con los pueblos del Cáucaso, que todavía exige gastos sustanciales y una gran perseverancia.

## Eventos de la guerra

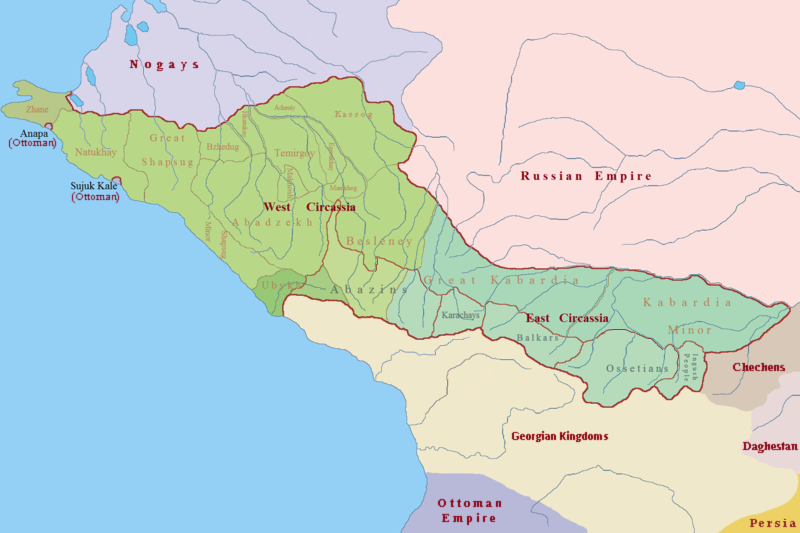
Mapa de Circasia en 1750.

La guerra ruso-circasiana duró 101 años, y se dividió en tres períodos cronológicos, basados en las actividades militares de las fuerzas de ocupación rusas. La Circasia de esa época se dividía en dos regiones geográficas y étnicas, ocupadas por un gran número de tribus guerreras y gobernadas por aristocracias reales. Circasia oriental, también conocida como Kabardia, estaba habitada por los cabardinos, una rama oriental seminómada de lo que fue la asociación tribal de los adiguenses, que fue la raíz étnica de la mayor parte de la población circasiana en su conjunto. El primer período del conflicto concernía principalmente a la invasión y sometimiento de esta región, y tuvo lugar desde 1763 en adelante. Durante el segundo período del conflicto, entre la ocupación de la zona oriental de Circasia y el año 1822, ejércitos rusos periódicamente asaltaron Circasia occidental y reasentaron por la fuerza a muchos habitantes. Durante el tercer período de 1822 en adelante, el ejército ruso invadió y ocupó Circasia occidental, y eventualmente obtuvieron la lealtad de las tribus instaladas allí.

### Ocupación de Circasia Oriental
En 1763, las fuerzas rusas que ocupaban la margen oriental de Circasia comenzaron a fortificar ciudades, algo a lo que los habitantes se opusieron. El 21 de agosto de 1765, el general ruso De-Medem les dio a escoger a los ciudadanos de Circasia: o aceptaban el control ruso o enfrentarían al ejército ruso.

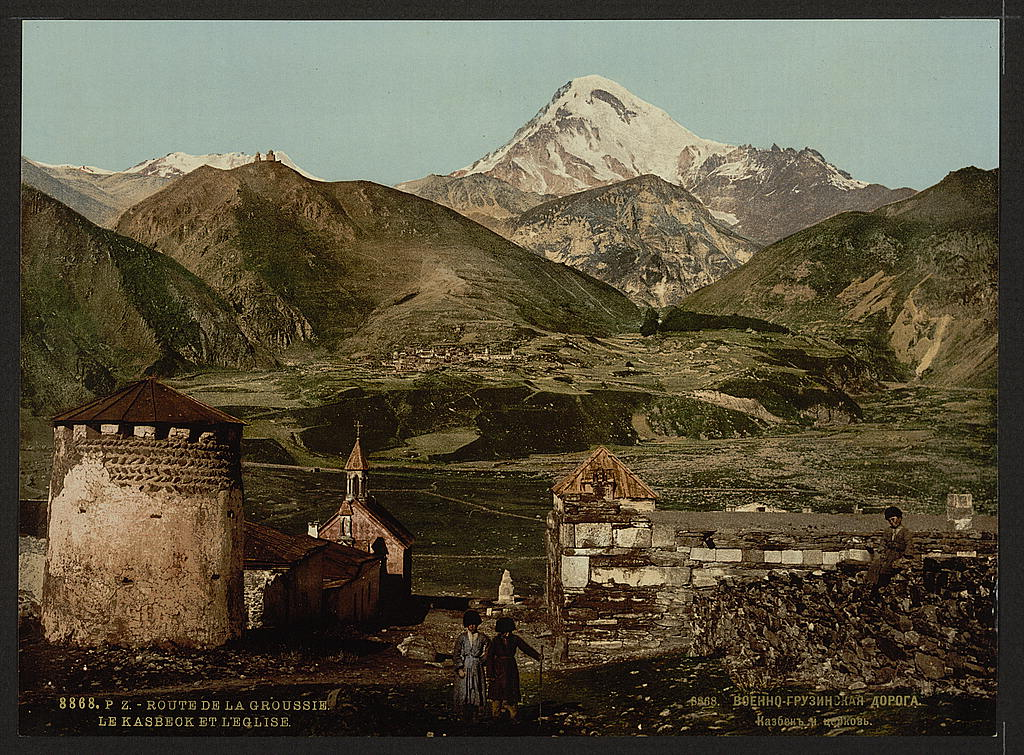
La construcción del Camino Militar Georgiano a través de los territorios en disputa fue un factor clave en el final éxito ruso.

Debido al auge de las hostilidades, Rusia envió varias expediciones militares, a partir de 1779 bajo el mando del general Yakobi. Kabardia, cerca del río Balka, fue atacada el 29 de septiembre de 1779 por las fuerzas rusas de este; tras derrotar a los defensores cabardinos, se apoderó de dos mil caballos, cinco mil cabezas de ganado, y otras tantas ovejas. En varias ocasiones, el ejército ruso aprovechó disturbios y dificultades sufridos por los potentados persas, como los acontecidos el 22 de junio de 1806 —durante la guerra ruso-persa de 1804—, que allanaron la conquista rusa de la ciudad de Derbent, de la que se adueñaron sin que se disparara un solo tiro. El señor de Derbent, Shaij Ali, era tan impopular entre su pueblo que, antes de la llegada del ejército ruso, los habitantes se alzaron en una revuelta y permitieron a los rusos tomar la ciudad. En 1804, los subyugados cabardianos, así como los restantes circasianos occidentales y sus vecinos balcares, karachayos, abazinos, osetios, ingusetios y chechenos, se unieron en un levantamiento militar. Los rebeldes exigieron la destrucción del fuerte ruso de Kislovodsk y de las líneas defensivas en cordón o cadena.
Se establecieron tres líneas defensivas, —que contaban de cadenas de fuertes— , se erigieron durante todo el conflicto: la Línea Caucásica en 1780, la Línea Chernomórskaya en 1793, y la Línea Sunzhénskaya (a lo largo del río Sunzha) en 1817, con fuertes en las actuales Nazrán, Sernovódskaya y Grozny. Tras rechazar las exigencias y pese a las amenazas de derramamiento de sangre del comandante de Georgia, general Tsitsiánov, las fuerzas rebeldes comenzaron a amenazar la fortaleza de Kislovodsk.
Las fuerzas rusas al mando del general Glazenap retrocedieron hasta Gueórguievsk y luego fueron puestas bajo asedio, sin embargo, las fuerzas de ataque cabardinas también fueron rechazadas, y ochenta aldeas cabardinas fueron incendiadas como represalia. En octubre de 1809, las fuerzas rebeldes atacaron la Línea Caucásica. Entre 1809 y 1810, refuerzos rusos comenzaron a arrestar príncipes cabardinos por resistirse al dominio colonial, lo cual llevó a algunas fuerzas de la resistencia a abandonar la guerra, y a muchos de los príncipes a ser sometidos al control ruso. Posteriormente en 1810, un ejército ruso bajo Bulgákov destruyó doscientas aldeas circasianas y balcares y ahuyentaron a veinte mil cabezas de ganado.

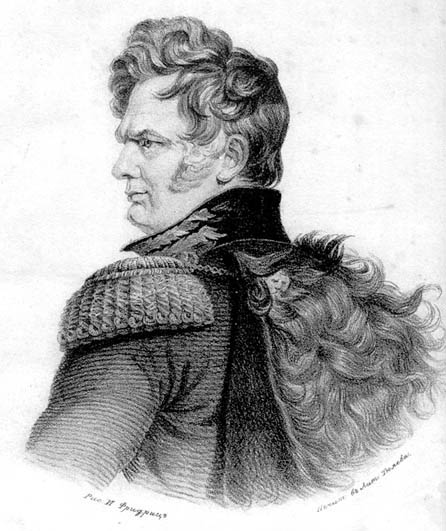
Alekséi Yermólov

En 1811, fueron enviadas peticiones a San Petersburgo en Rusia, apelando a los derechos de la aristocracia cabardina en las zonas ocupadas. Mientras muchos otros puntos fueron acordados, las solicitudes para el regreso de tierras ocupadas por las fortalezas rusas se examinaron más. Rusia alentó la lealtad de los nobles cabardianos subyugados con donaciones al gobierno circasiano, y rangos militares honorarios para la aristocracia en el ejército ruso. Mientras tanto, en el frente militar, las fuerzas rusas en la región circasiana fueron organizadas en el Cuerpo Circasiano en 1816 bajo el mando del recién llegado General Alekséi Yermólov. Un año más tarde, en mayo de 1818, la aldea de Tramov fue rodeada, quemada, y sus habitantes asesinados por las fuerzas rusas bajo el mando del general Delpotso, quien tomó las órdenes de Yermólov y luego transcribió a las fuerzas rebeldes: «Esta vez, solo me limitaré a esto. En el futuro, no tendré ninguna piedad para los ladrones culpables; sus aldeas serán destruidas, sus propiedades confiscadas, y sus esposas e hijos serán asesinados». Los rusos también construyeron varias fortificaciones más durante ese año. Durante todo el período de 1779 a 1818, fueron asesinados entre trescientos quince y trescientos cincuenta mil cabardinos por los ejércitos rusos.
Se enviaron fuerzas militares a Cabardia, que mataron el ganado y ahuyentaron a gran número de habitantes a las montañas; las tierras que estos abandonaron las adquirieron los cosacos del Kubán. El conjunto de Cabardia (Circasia Oriental) fue declarado propiedad del Estado ruso.

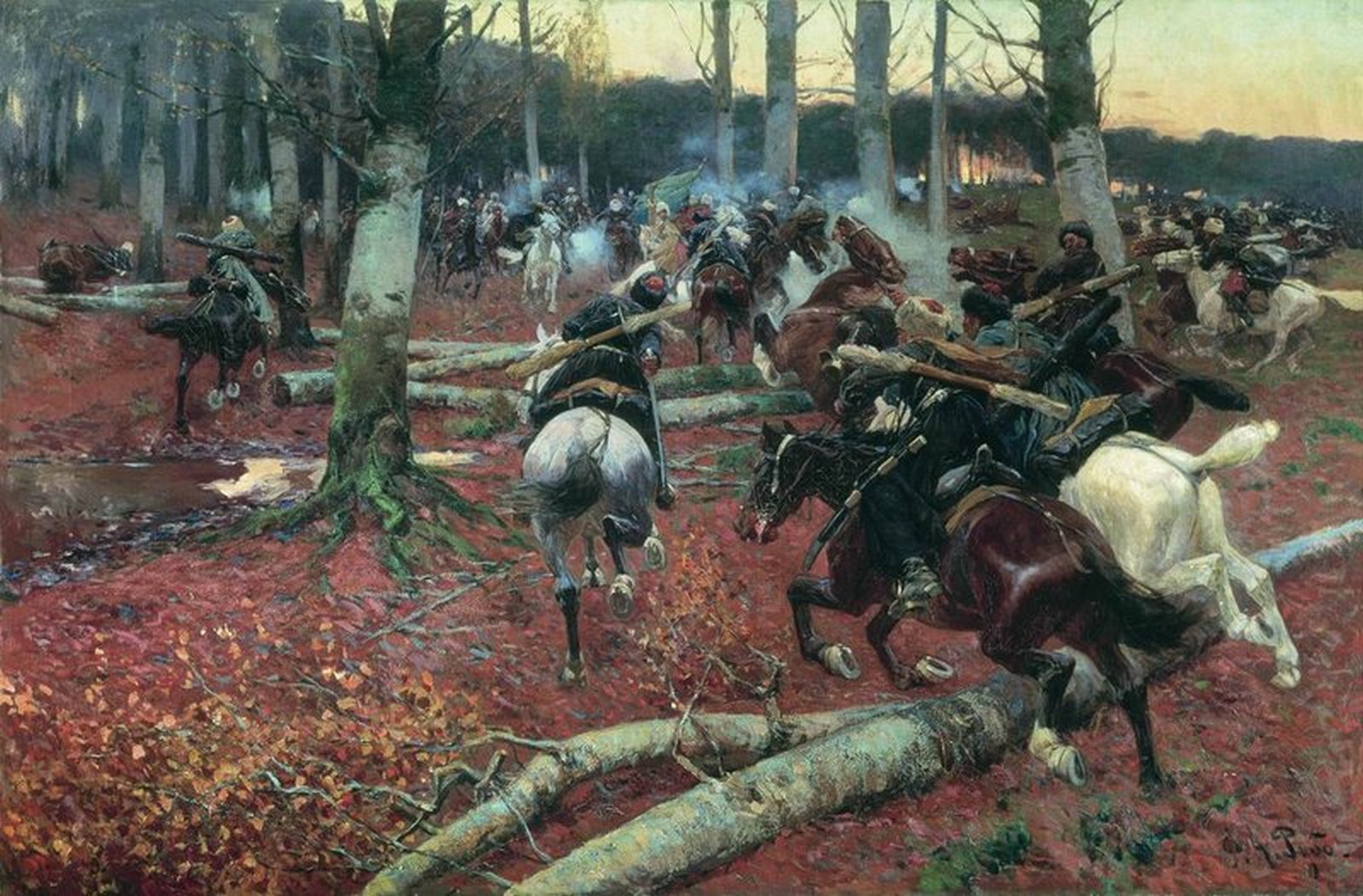
Combate ruso-circasiano en Una Escena de la Guerra del Cáucaso, de Franz Roubaud (1856–1928)

Yermólov aceleró sus operaciones; en el mes de marzo de 1822, apenas catorce aldeas cabardinas habían sido desplazadas, mientras Yermólov conducía más expediciones en el oeste de Circasia. La construcción de nuevas líneas defensivas en Cabardia originó nuevos levantamientos, que finalmente fueron aplastados. Para desalentar otros alzamientos, los rusos concedieron la libertad a los siervos de los señores que habían dirigido los últimos. Circasia fue puesta bajo mando militar ruso en 1822, con una corte cabardiana temporal.

### Invasión de Circasia Occidental

#### Incursión rusa dentro de Circasia Occidental
Kabardia Menor, o Circasia Occidental, fue atacada en una nueva ofensiva por el general Stal, a quien se le dio el mando de la Línea Caucásica en 1819. En septiembre de 1820, Stal y sus fuerzas comenzaron a reasentar a los habitantes de la región de Circasia occidental por la fuerza. Durante el conflicto, Rusia había empleado una táctica de divide y vencerás, y después de esto, Yermólov instruyó a Stal, el 1 de julio de 1821 para que alentase a las tribus ingusetias y taugures, que habían sido subyugadas por los circasianos, a alzarse contra estos y unirse a las operaciones militares rusas.

#### La invasión
Aunque Circasia oriental estaba siendo ocupada, Rusia también se enfrascó en una guerra con los turcos para liberar la costa del Mar Negro de control turco, y guerras esporádicas también habían estallado con otros vecinos, incluidos los chechenos. En la parte de Circasia occidental, una serie de tribus fueron dominantes; los besleneyos, abadzecos, ubijos, shapsughs, y natujái, los cuales fueron retratados por la propaganda rusa como salvajes, en un posible intento de adular a la comunidad internacional. El primer grupo de estos, participó especialmente en el asalto a puestos de avanzada rusos en la ex-Circasia oriental, o Cabardia.

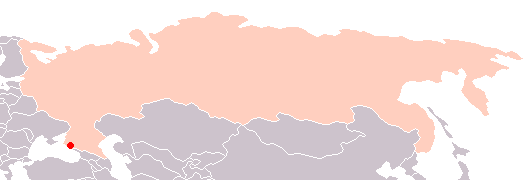
Localización del conflicto, en relación con la moderna Rusia

Estas redadas continuaron durante varios años, mientras que los rusos continuaron fortaleciendo sus posiciones; construyendo el frente defensivo Labinski en 1840, y comenzaron a desarrollar una nueva forma de explorador, conocido como plastun, para hacer reconocimientos en los territorios circasianos, ubicados más allá de esas posiciones defensivas. Fuerzas rusas y circasianas chocaron repetidamente, sobre todo en las planicies del río Kubán, donde la caballería de ambos bandos podrían maniobrar libremente.
El comercio con Circasia no pudo ser detenido, sin embargo, tanto los turcos como los ingleses suministraron a Circasia con armas de fuego y municiones para luchar contra los rusos. Inglaterra también suministró varios asesores, aunque Turquía intentó persuadir a Circasia para iniciar una guerra santa, y obtendrían el apoyo de otras naciones. En 1836, la marina rusa capturó un buque mercante español, el cual suministraría municiones a los circasianos.

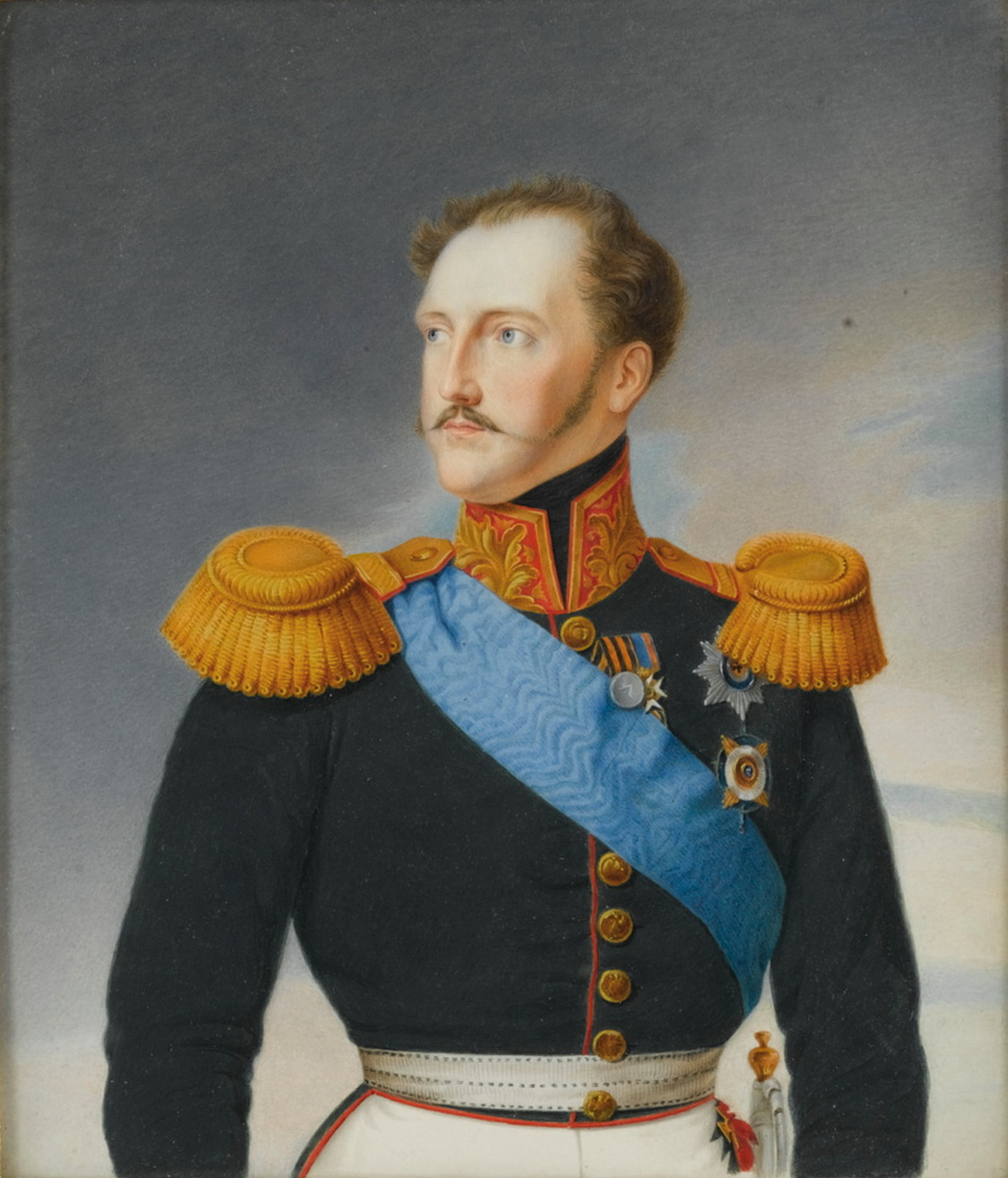
El zar Nicolás I

En esa época, el zar ruso, Nicolás I, ordenó construcciones en la costa, comenzando con la construcción de fortalezas en cada punto capturado de la costa del Mar Negro que fuera capaz de acoger buques navales rusos. El Cabo Ádler fue una de esas ubicaciones. El 3 de junio de 1837, fuerzas navales rusas bajo el comando del Almirante Esmont, con tropas comandadas por el general Voljovski, comenzaron a dirigirse hacia el Cabo Ádler, llegando el 6 de junio. Un comandante ruso, el Barón Rosen, envió un buque de reconocimiento para localizar un lugar para el desembarco, pero fue rechazado por los defensores circasianos.
El 7 de junio de 1837, el General Voljovski desembarcó en Cabo Ádler y entró en un bosque cercano, a través del cual los defensores circasianos se habían retirado después de haber sido bombardeados por los buques rusos. En el denso bosque, sin embargo, el circasianos defensores tranquilamente se acercaron a las posiciones rusas y atacaron. Fueron rechazados, pero las fuerzas rusas, al perseguir a los circasianos en retirada, se enfrentaron con aún más circasianos, y los mensajeros que fueron enviados de regreso para recibir instrucciones, fueron localizados por patrullas circasianas y fueron asesinados. Entonces los rusos se enfrentaron en combate cuerpo a cuerpo con el enemigo, y solo después de la llegada tardía de refuerzos, pudieron rechazar a los circasianos y lograron asegurar el Cabo Ádler.
El 13 de abril de 1838, fuerzas rusas hicieron frente al ejército circasiano en el estuario del río Sochi, y el 12 de mayo de 1838, los rusos desembarcaron en Tuapsé. La mayoría de los combates durante esta parte del conflicto tuvieron lugar en la forma de desembarcos anfibios sobre las ciudades costeras, de acuerdo a las directivas del zar para asegurar posibles puertos, o destrozando fuerzas circasianas atrincheradas en bastiones ubicados en las montañas. En Tuapsé, una de las batallas más feroces del conflicto, el desembarco ruso había comenzado a las 10 de la mañana, y los circasianos no fueron repelidos de sus posiciones hasta las 5 de la tarde, con los rusos sufriendo fuertes bajas. Al día siguiente, el 13 de mayo, cuando llegaron a pedir permiso para retirar a sus muertos del campo de batalla, los circasianos fueron "sermoneados" acerca de los beneficios de permanecer bajo control ruso por los comandantes rusos, el Coronel Olshevski y el teniente coronel Barón Grach.

Caucasia entre 1952 y 1991, donde antaño se hallaba Circasia.

En 1839, fuerzas rusas desembarcaron en Subash y comenzaron la construcción de una fortaleza, donde enfrentaron constantes embates por fuerzas de los ubijos, que finalmente fueron expulsadas por el cañoneo de la marina rusa. Más de 1000 soldados entonces cargaron en contra de las posiciones rusas, sin embargo, fueron rodeados y aplastados cuando intentaron retirarse. Este patrón de ataque por las fuerzas rusas se prolongó por varios años.
El 7 de febrero de 1840, fuerzas circasianas rodearon la fortaleza rusa de Lázarev, la tomaron por asalto y asesinaron a los defensores. Inspirados por esta victoria, capturaron la fortaleza Veliamínovski y luego atacaron la fortaleza Mijáilovski con un ejército de 11 000 hombres.
En este bastión, el Capitán ruso Liko, el Teniente Kraumzgold y el Alférez Gaevski comandaron a un puñado de compañías. Liko, al enterarse de la caída de las otras dos fortalezas, y sabiendo que el tamaño de la fuerza de ataque era mucho mayor que la de su propio y pequeño comando, intentó aumentar sus posibilidades eligiendo sólo defender la mitad de la fortaleza, la mitad que él sospechó, era más probable que fuera atacada. El Capitán Liko resultó gravemente herido y otros oficiales fueron asesinados al amanecer cuando sobrevino el ataque, y el comando cayó a un cadete oficial llamado Miroslavski. Con la fortaleza Mijáilovski ardiendo y bajo el control de los circasianos, un soldado ruso corrió con un antorcha hacia la bodega donde se localizaban las municiones, destruyendo la fortaleza, los defensores sobrevivientes, y una parte significativa del ejército circasiano. El Capitán Liko (aún herido), otro subteniente, un capellán ruso ortodoxo, y otros 80 soldados fueron tomados prisioneros. Las restantes fuerzas circasianas se trasladaron para atacar la fortaleza de Golovinski, pero fueron repelidos por los defensores rusos ubicados allí.

### El comienzo del fin

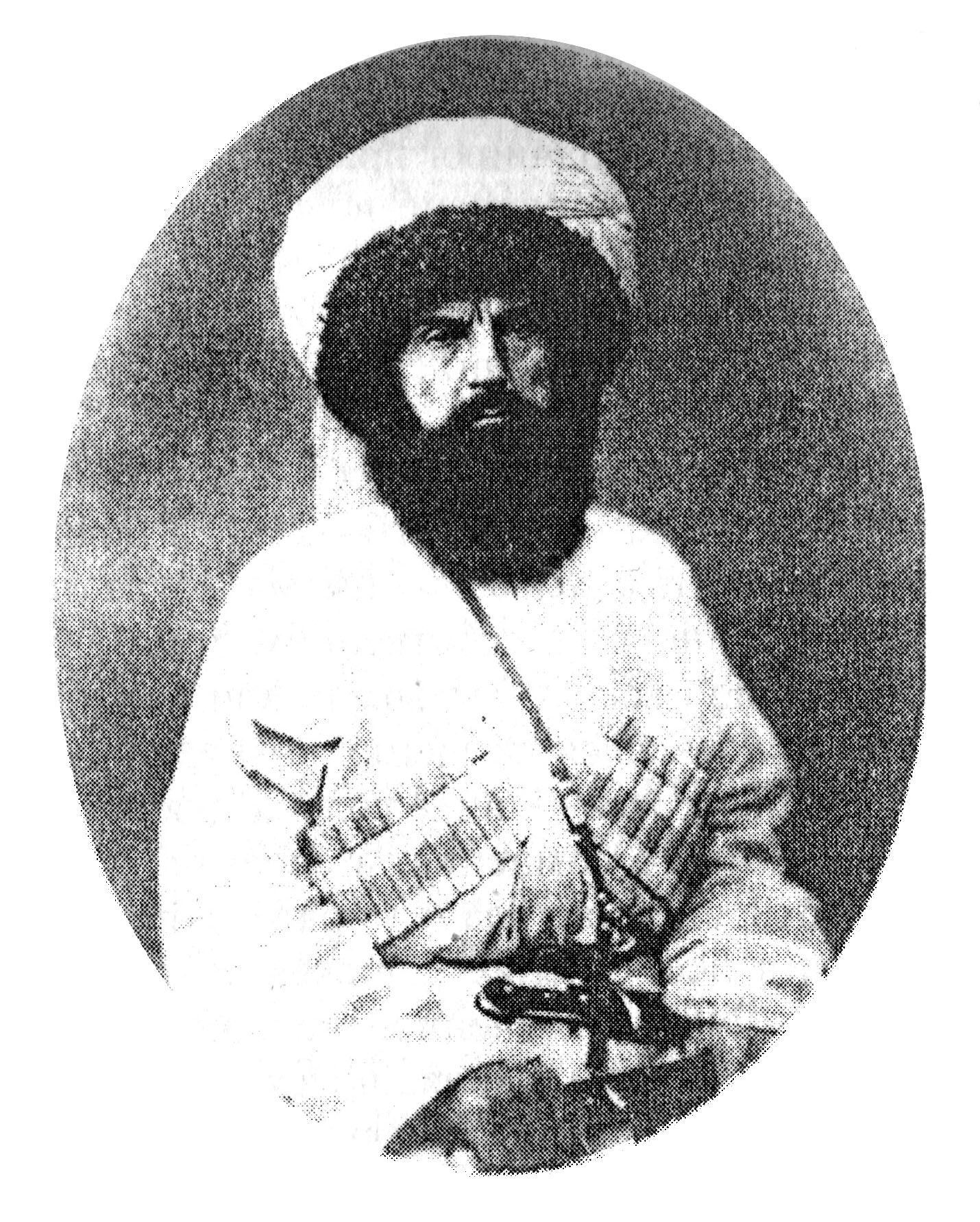
El imán Shamil

Ese mismo año, el entonces zarévich y luego zar ruso Alejandro III visitó a las fuerzas rusas destacadas en el Cáucaso. La caída de Gunib y la captura del imán Shamil (o Schamyl), un caudillo religioso rebelde, por Dimitri Miliutin en 1859, marcó el final de la conquista de la zona oriental de Circasia. Entre 1856 y 1859, se construyeron dos líneas defensivas para contener a las restantes tribus hostiles: la Línea Adagumski y la Línea Beloréchenski. En mayo de 1859, ancianos de la tribu bzhedugh negociaron una paz con Rusia y quedaron sometidos al mando ruso; se verificaron los juramentos de fidelidad al zar en ciertos lugares allende el río Kubán. Los jefes circasianos sobrevivientes vieron pocas posibilidades de resistencia contra la superioridad económica y militar de Rusia. Tan solo para 1840, los rusos emplearon aproximadamente 11 344 cartuchos de artillería y 1 206 575 de fusil. Muchas de las tribus restantes pronto se sometieron a los rusos, incluyendo a los abadzecos el 20 de noviembre de 1859.

La rendición del imán Shamil por Piotr Zajárov-Chechénets. Alekséi Yermólov está sentado a la derecha

Los natcuagias también juraron lealtad al zar después de que fueran derrotados en enero de 1860 en una batalla contra el coronel Bábich, en la que pereció su jefe. En 1861, las tribus restantes formaron un nuevo gobierno llamado “Los Medzhlís (o Mejlís) de la Circasia Libre".
En este momento, debido a la pacificación de Daguestán y Chechenia en el marco de la guerra del Cáucaso, estaban disponibles tropas rusas frescas, que fueron enviadas a Circasia Occidental; los restantes ubijos fueron asesinados o forzados a huir al Imperio otomano. Con la captura del imán Shamil y su posterior juramento de lealtad, la guerra del Cáucaso, que había surgido de la guerra ruso-circasiana, concluyó el 2 de junio de 1864 en Kbaada (cerca de Sochi), un pueblo habitado por la tribu ajchipsou de los abasios, como lo declaró el manifiesto del zar. El gran duque Miguel Aleksándrovich, jefe de las fuerzas rusas en la región, reconoció esto como la «conquista de la región occidental del Cáucaso y el final de la guerra del Cáucaso».